# نيكولاي أناتوليفيتش
نيكولاي أناتوليفيتش (19 ديسمبر 1968 – 12 مارس 2003) هو ملاكم راحل، مثّل الفريق الموحّد في الألعاب الأولمبية الصيفية 1992.

## روابط خارجية
نيكولاي أناتوليفيتش على موقع بوكس ريك (الإنجليزية) (registration required)
- نيكولاي أناتوليفيتش على موقع أوليمبيديا (الإنجليزية)